# Manicnemus indicus
Manicnemus indicus is een vliesvleugelig insect uit de familie Encyrtidae. De wetenschappelijke naam is voor het eerst geldig gepubliceerd in 1974 door Mani & Saraswat.